# Џадуни
Џадуни (енгл. Judoon) су измишљена ванземаљска врста плаћеничке полиције у дуготрајној британској научнофантастичној телевизијској серији Доктор Ху и њених спинофова који се први пут појављују у епизоди 3. серијала, „Смит и Џоунсова” (2007).

## Приказ

### Карактеристике
Џадуни су галактичка полиција, свирепа у прецизној примени закона и веома логична у тактици борбе, али не баш интелигентна. У ствари, Доктор наводи да, иако је њихово понашање (на површини) понашање војних полицијских снага, они су заиста нешто више од „међупланетарних силеџија” за изнајмљивање. Они немају надлежност на Земљи и немају овлашћења да се баве људским злочинима (када су ловили одбеглог ванземаљца у земаљској болници, пренели су зграду на Месец). Џадуни носе енергетско оружје које може да спали људе.
Џадуни су усправно стојећи двоношци са главама налик носорошким и само четири прста на свакој руци: носе црне, гломазне оклопе са тешким чизмама. Према Докторовим речима, Џадуни имају „велику резерву у плућима” која им омогућава да преживе дуже раздобље у окружењу са ограниченим кисеоником. Имају жуту крв.

## Појављивања
У епизоди „Смит и Џоунсова” (2007), из 3. серијала, Десети Доктор (Дејвид Тенант) никада раније није срео ову врсту на екрану, али током епизоде више пута показује значајно знање о њима и њиховим методама. Џадуни су користили H2O телес да доведу болницу, у којој су се налазили Доктор и Марта Џоунс (Фрима Еџимен), на Месец, где су могли да ухапсе злочинца (из врсте Плазмавора) који је био прерушен као Флоренс Финенган (Ен Рид). Џадуни су дошли бродовима и слетели на Месец, покушавајући да пронађу Финиганову својим скенерима, али у почетку нису могли јер је Финиганова асимиловала људску крв. Међутим, откривена је када је узела Докторову (нељудску) крв. Погубили су је због убиства ванземаљске принцезе и након тога вратили болницу назад на Земљу.
У Освети Слитинаца (2007), из спиноф серије Авантуре Саре Џејн, поменули су их Слитинци који су рекли да их међугалактичка полиција тражи.
У новели Освета Џадуна (2008), где су заузели замак Балморал 1902. године, пошто су били преварени лажним задатком, склопили су договор са Доктором који је значио да им је Земља забрањена, што је потврђено у серијалу BBC-ја, Досијеи чудовишта. Џадуни се такође помињу у стрипу серијала Авантуре Доктора Хуа, „Велики Мордило”.
Појављују се у епизоди из 4. серијала „Украдена Земља” (2008) као стражари у Прокламацији сенки. ТАРДИС не преводи њихов језик јер је то универзални закон, као Прокламација сенке, а Доктор одговара на њиховом језику, а не на енглеском. Почињу да говоре енглески тек када се он представио.
У серијалу Авантура Саре Џејн, Затвореник Џадуна (2009), капетан Тајбо, Џадун, пада на Земљу док његов затвореник Андровакс уништитељ бежи, остављајући Тајба да га лови. Андровакс га онесвешћује, али га спашава Сара Џејн Смит (Елизабет Слејден) и њени сапутници који су му помогли да пронађе Андровакса који, као облик вела, има способност да поседује људе. Он користи ово да запоседне Сару Џејн. Капетан Тајбо заповеда кола лондонске градске полиције и одлази на Банермански друм где добија позив да долази још Џадуна. Када су Тајбо и банда ушли унутра, откривају да је Сара Џејн наредила свом суперрачуару господину Смиту (глас му је дао Александар Армстронг) да пукне за 60 секунди, али њен усвојени син Лук Смит (Томи Најт) га зауставља подсећајући га да је програмиран да заштити планету. Тајбо одлази у генетски систем и прегрупише се са остатком Џадуна, проналази Андровакса и враћа га у Прокламацију сенке. Упркос номиналном недостатку надлежност Џадуна на Земљи, Тајбо агресивно примењује ограничења јачине звука енглеског ауто радија и једном упери пиштољ у возача оближњих кола чија је музика била прегласна. Поред тога, он и његове колеге по кратком поступку осуђују Клајда Лангера (Данјиел Ентони) и Рани Чандру (Анђи Мохиндра) на ограничење на Земљу као казну за њихово мешање.
Џадуни су виђени као део савеза непријатеља Једанаестог Доктора (Мет Смит) у епизоди 5. серијала „Отварање Пандорике” (2010), који га затварају у Пандорику испод Стоунхенџа, верујући да ће уништити универзум. У епизоди 6. серијала „Добар човек иде у рат” (2011), Доктор је регрутовао малу групу Џадуна да се придруже његовој војсци у бици на Димонс Рану. Заједно са сонтараначким командантом Страксом (Ден Старки), великим батаљоном силуријанских ратника и бившом посадом Фенсија, која се недавно преобратила у свемирске пирате, помажу да се ухапсе пуковник Ментон и његове свештеничке снаге.
Поједини Џадуни се могу видети у неколико других епизода: посматрање Ракакорикофалапаторијанца у кафани "Загизалгул" у „Крају времена” (2010), када је колонија Сарфа посетила Прокламацију сенке у „Мађионичаревом шегрту” (2015) и како живе у једној улици у епизоди „Суочење са гавраном” (2015).
У „Бегунцу од Џадуна  (2020) током дванаестог серијала, Тринаеста Докторка (Џоди Витакер) наишла је на Џадуна који је илегално претраживао Глостер у потрази за бегунцем којег су уговорили да пронађу. Пошто су Џадуни пратили свог бегунца до куће Рут (Џо Мартин) и Лија Клејтона (Нил Стук), Докторка је покушала да смири стање бекством у Глостерску катедралу са Рут, пошто је Ли пристао да се преда Џадунима. Пошто је представник џадунског извођача са Галифреја, Гат, убио Лија, Џадуни прате Докторку и Рут до катедрале где откривају да је Рут, која је била непозната Тринаестој Докторки, заправо раније непозната инкарнација прерушеног Доктора у облику људске жене, која користи камелеонски лук, као и да је она та коју су тражили, пошто су дешифровали њену био-заштиту. Пошто се Рут одбранила и послала Џадуне назад на њихов брод, Џадуни уз помоћ Гата проналази Докторкин ТАРДИС у коме се налазе обе Докторке и користе вучну силу да га укрцају. Пошто се Гат случајно убио оружјем којим је Рут обманула, Рут и Тринаеста Докторка напуштају брод Џадуна и обећавају да остати у контакту.
На крају епизоде „Ванвременска деца” (2020), Џадунска јединица за нерешене случајеве ухапсила је Тринаесту Докторку и послала је у установу строге безбедности на доживотни затвор.